# Move On
«Move On» (рабочие названия: Yippee Yay, Big John, Joanne, Love For Me Is Love Forever) — песня шведской группы ABBA, записанная в 1977 году для альбома The Album. В первом куплете ведущий вокал принадлежит Бьорну, а во втором и третьем — Агнете. В 1978 (или 1979) году песня была выпущена как сингл в Чили с композицией «Mamma Mia» в качестве второй стороны.
Испаноязычная версия «Move On», «Al Andar» (или «El Andar»), была записана в январе 1980 года для альбома Gracias Por La Música с текстом на испанском авторства Buddy и Mary McClusky.